# Jistebnice
Jistebnice (în germană Jistebnitz) este o comună și un oraș din districtul Tábor din regiunea Boemia de Sud a Cehiei. Are o populație de aproximativ 2.200 de locuitori.
Principalul obiectiv turistic din Jistebnice este Biserica Sfântul Arhanghel Mihail.

## Diviziuni administrative
Jistebnice este format din 27 de diviziuni administrative (în paranteze populația conform recensământului din 2021):
- Jistebnice (952)
- Alenina Lhota (3)
- Božejovice (203)
- Chlum (21)
- Cunkov (8)
- Drahnětice (48)
- Hodkov (18)
- Hůrka (75)
- Javoří (8)
- Jezviny (1)
- Křivošín (35)
- Makov (99)
- Nehonín (9)
- Orlov (30)
- Ostrý (47)
- Ounuz (9)
- Padařov (139)
- Plechov (15)
- Podol (29)
- Pohoří (14)
- Smrkov (42)
- Stružinec (7)
- Svoříž (47)
- Třemešná (22)
- Vlásenice (119)
- Zbelítov (14)
- Zvěstonín (25)

## Geografie
Jistebnice se află la aproximativ 13 kilometri (8 mi) nord-vest de Tábor și la 56 kilometri (35 mi) nord de České Budějovice. Se află în munții Vlašim. Cel mai înalt punct al comunei este dealul Bušová aflat la 669 metri (2.195 ft) deasupra nivelului mării. Râul Smutná⁠(d) își are originea în apropierea satului Ostrý și curge prin orașul târg propriu-zis. Teritoriul comunei conține mai multe iazuri de pește, care sunt alimentate de râul Smutná și de câțiva afluenți ai săi.

## Istorie
Prima mențiune scrisă despre Jistebnice datează din anul 1262, când era un sat târg deținut de familia Rosenberg.
În secolul al XV-lea, în timpul Războaielor Husite, mulți cetățeni au părăsit Jistebnice și s-au mutat în nou-înființatul Tábor, care a fost co-fondat de guvernatorul husit Petr Hromádka din Jistebnice.
În 1872, a fost creată cartea de imnuri Jistebnice  (în cehă: Jistebnický kancionál).
Jistebnice a devenit prima dată oraș înainte de anul 1654. A pierdut acest statut după 1945 și a redevenit oraș la 17 octombrie 2011.

## Transporturi
Linia de cale ferată Tábor – Písek⁠(d) trece de-a lungul graniței de sud a comunei. Două gări deservesc comuna: Padařov și Božejovice.

## Obiective turistice

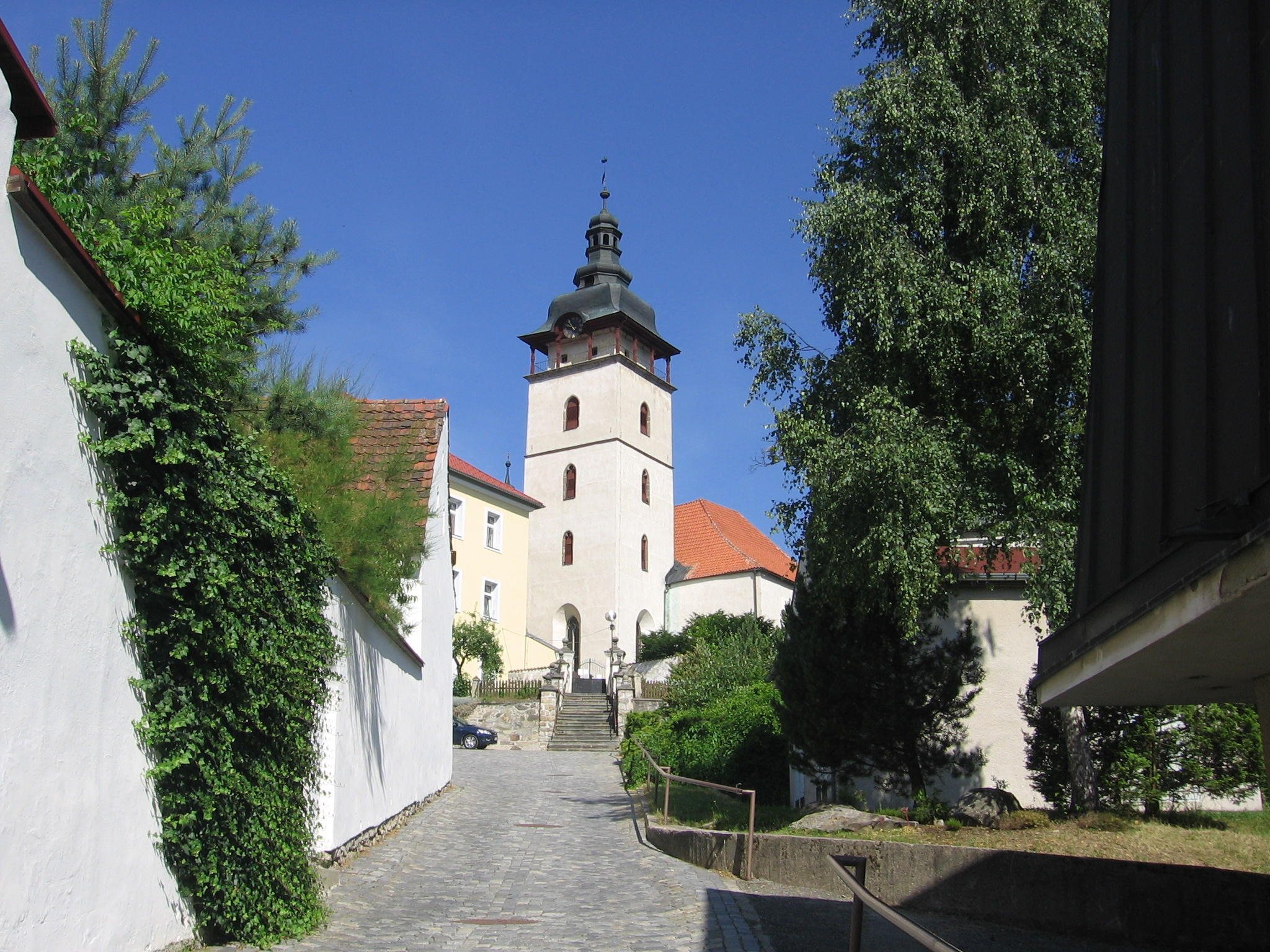
Biserica Sfântul Arhanghel Mihail

Principalul obiectiv turistic din Jistebnice este Biserica Sfântul Arhanghel Mihail. Are un nucleu romanic de la începutul secolului al XIII-lea. Biserica a fost reconstruită în stil gotic în anii 1380–1385 și reconstruită în stil baroc în 1718, au fost făcute iar modificări gotice în a doua jumătate a secolului al XIX-lea.
Un obiectiv turistic al pieței orașului este Vlašský dům, numit și Castelul Vechi. A fost inițial un castel renascentist din a doua jumătate a secolului al XVI-lea. A fost reconstruit în stil baroc în a doua jumătate a secolului al XVIII-lea. În prezent, găzduiește sala memorială a pictorului Richard Lauda, localnic.
Castelul Jistebnice este un castel neogotic construit în anii 1878–1882. Este înconjurat de un parc englezesc, care a fost proiectat de arhitectul František Thomayer. Astăzi, castelul este proprietate privată și  inaccesibil.
Cetatea Jistebnice a fost construită de familia Rosenberg în secolul al XIII-lea. Rămășițele cetății includ două bastioane semicirculare. Este inaccesibil și dărăpănat.

## Persoane notabile
- Otto Katz⁠(d) (1895–1952), spion[16]